# Gabriele Wulz

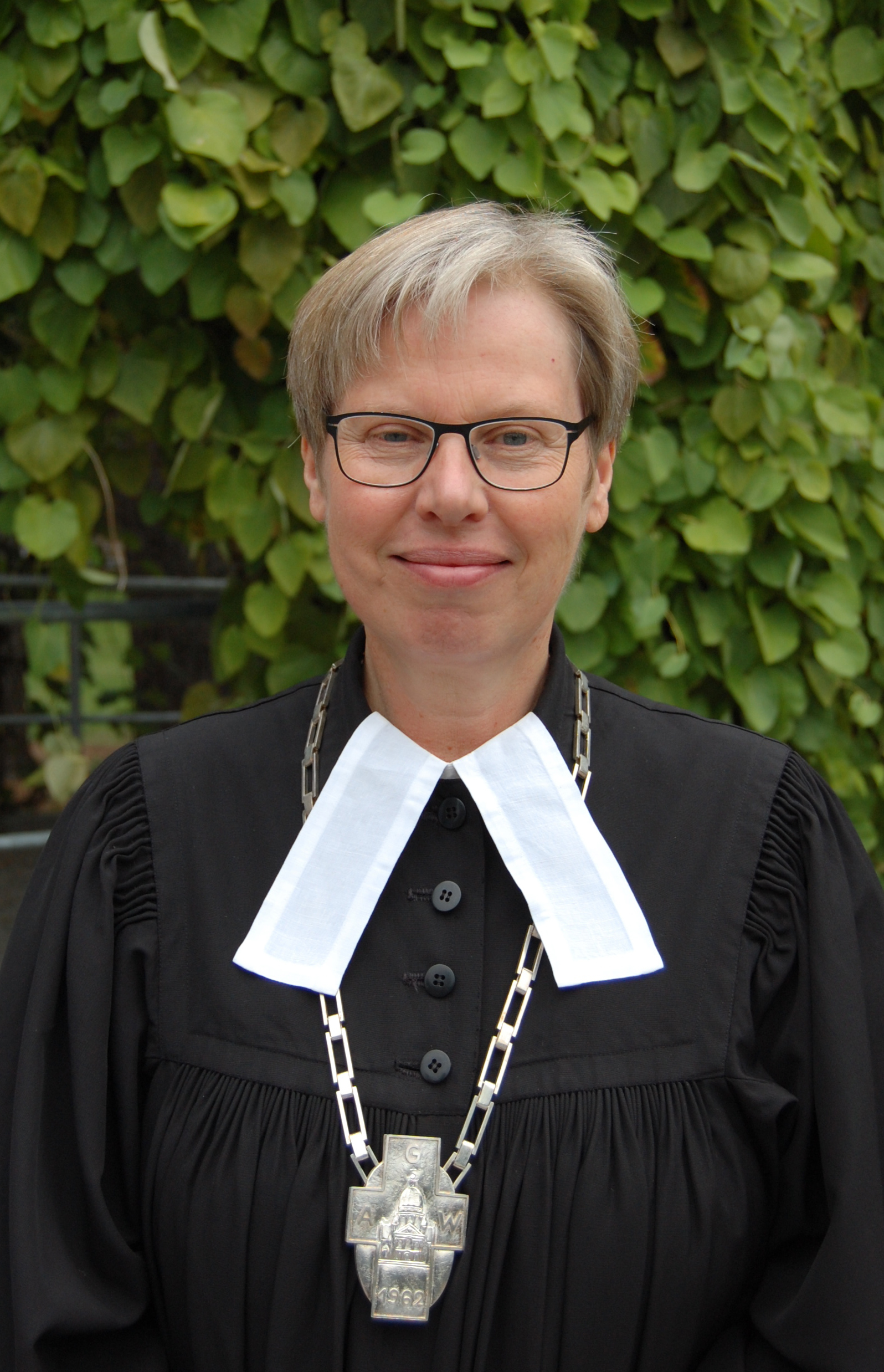
Gabriele Wulz (2015)

Gabriele Wulz (* 5. September 1959 in Darmstadt) ist eine deutsche evangelische Theologin, Prälatin der Evangelischen Landeskirche in Württemberg in der Prälatur Ulm, Frühpredigerin am Ulmer Münster und ehemalige Präsidentin des Gustav-Adolf-Werks.

## Leben
Gabriele Wulz studierte von 1979 bis 1985 Evangelische Theologie in Tübingen, Berlin und Jerusalem. Sie war sechs Jahre lang Gemeindepfarrerin in Stuttgart-Vaihingen, bevor sie 1998 als Studieninspektorin an das Evangelische Stift Tübingen wechselte. 
Seit 2001 ist Gabriele Wulz Prälatin (Regionalbischöfin) in der Prälatur Ulm. Sie ist die erste Prälatin in dieser Prälatur. Als dienstälteste der insgesamt vier Prälaten der Landeskirche ist sie die Theologische Stellvertreterin des Landesbischofs Ernst-Wilhelm Gohl.
Vom 1. Januar 2016 bis zum 31. Dezember 2021 war sie Präsidentin des Gustav-Adolf-Werks, eines Hilfswerks der Evangelischen Kirche in Deutschland. Sie war die erste Frau in diesem Amt.

### Sonstige Funktionen
- seit 2002 Vorsitzende des  Gustav-Adolf-Werks Württemberg
- 2010–2015 Vizepräsidentin des Gustav-Adolf-Werks der EKD
- seit 2013 Vorstandsmitglied von Aktion Sühnezeichen Friedensdienste
- Vorsitzende des Beirats des Museums zur Geschichte von Christen und Juden
- Mitherausgeberin der Lesepredigten der Evangelischen Verlagsanstalt in Leipzig, Mitarbeit bei den Göttinger Predigtmeditationen, den Calwer Predigten online, den Lesepredigten der württembergischen Landeskirche und für a&b (Für Arbeit und Besinnung)

## Schriften
- Bleibt die Kirche im Dorf?: Gemeinde im ländlichen Raum: Chancen, Grenzen und Herausforderungen, Brunnen-Verlag, Gießen 2010.
- (als Hrsg.) „Wege der Weisheit“ – Festschrift zu Ehren von Landesbischof Frank Otfried July, Radius-Verlag, Stuttgart 2014.